# Mercanti di Liquore
I Mercanti di Liquore sono un gruppo musicale lombardo attivo tra il 1995 e il 2010 e poi dal 2021.
Il loro repertorio è costituito da composizioni originali e da rivisitazioni di canzoni dai repertori di Fabrizio De André (da cui è ispirato il loro nome) e di altri autori della musica italiana.

## Storia
(da La collina di Fabrizio De André, in Non al denaro non all'amore né al cielo)

### Nascita e primi album
Il gruppo si forma a Monza a metà degli anni 1990 da Lorenzo Monguzzi, Simone Spreafico e Piero Mucilli, che militavano nel gruppo rock degli Zoo, con un disco alle spalle (Musica Mezzanima), con l'obiettivo di dar vita a una formazione orientata verso la musica acustica.
Dopo alcuni anni di concerti tenuti sul territorio lombardo, cominciano a farsi conoscere fuori regione anche grazie alla partecipazione a trasmissioni radiofoniche su reti nazionali.
Nel maggio del 1999 esce, per l'etichetta Musica Mezzanima-Samsara, il primo album del gruppo, Mai paura, che contiene sette riletture di Fabrizio De André e quattro brani originali. L'album ottiene buone recensioni sulla stampa ed entra in distribuzione nazionale nel catalogo IRD. Il brano Mai paura in particolare viene selezionato per la compilation Caterpillar Volume 3 (CGD East West) legata al noto programma radiofonico Caterpillar.
Questo li porta a partecipare, con il brano Geordie, alla kermesse musicale organizzata dall'Associazione Culturale Fabrizio De André Faber, amico fragile, svoltasi il 12 marzo 2000 al Teatro Carlo Felice di Genova, assieme a moltissimi altri importanti artisti italiani. Nel giugno 2000 pubblicano un singolo distribuito dalla Venus, contenente l'interpretazione di Geordie proposta al Carlo Felice, una nuova versione di Mai paura e un brano inedito, Canzonetta.
Nello stesso anno producono e propongono in diversi teatri italiani lo spettacolo Gente invisibile, sia con l'interpretazione di attori in scena sia con videoproiezioni, sorta di omaggio ad artisti che hanno raccontato "storie sbagliate", con cover di cantautori chiave della musica italiana (come De André, Tenco, Ciampi, Lolli, Endrigo), e frammenti letterari e poetici di Bukowski, Pasolini, Vian.

### La musica dei poveri
Dopo diversi mesi di lavorazione e la partecipazione, con Marco Paolini, alla manifestazione Appunti Partigiani, nel marzo 2002 pubblicano il secondo album, La musica dei poveri, per la Mezzanima/Bloom.
I quattordici brani del disco, quasi tutti di propria composizione, raccontano un'umanità perdente ma orgogliosa, capace di opporre all'arroganza dei vincitori una disobbedienza convinta e caparbia, o quantomeno una propria, differente, visione delle cose. La musica rimane orientata verso la ricerca di un'essenzialità compositiva a metà strada tra le grandi suggestioni della melodia popolare e una ritmica prepotente e moderna.
L'inizio del 2003 vede i Mercanti di Liquore impegnati in una singolare iniziativa: il Case del Popolo Tour, che da un lato mostra il desiderio del gruppo di non utilizzare i canali di promozione tradizionale dall'altro dà loro nuovi spunti per continuare a raccontare le loro storie e pensare alla loro musica in assoluta autonomia, ben lontani dalle consuete (e banalizzanti) strategie di vendita e di profitto. Le “Case del Popolo” acquistano così un valore simbolico e culturale in quanto contrapposte ai luoghi e agli spazi normalmente adibiti alla musica dal vivo.
Nell'aprile 2003 debutta lo spettacolo Song n.32 (Concerto variabile), che vede protagonisti i Mercanti di Liquore e Marco Paolini, in virtù di un duraturo sodalizio artistico. Il progetto viene poi tradotto nel disco Sputi.
Si tratta di una sorta di viaggio che, utilizzando la forma canzone, raccoglie e amplifica brani originali e brani di vari autori, suggestioni e filastrocche a proposito di acqua, guerra e disobbedienze preziose.

### Terzo album, live e scioglimento

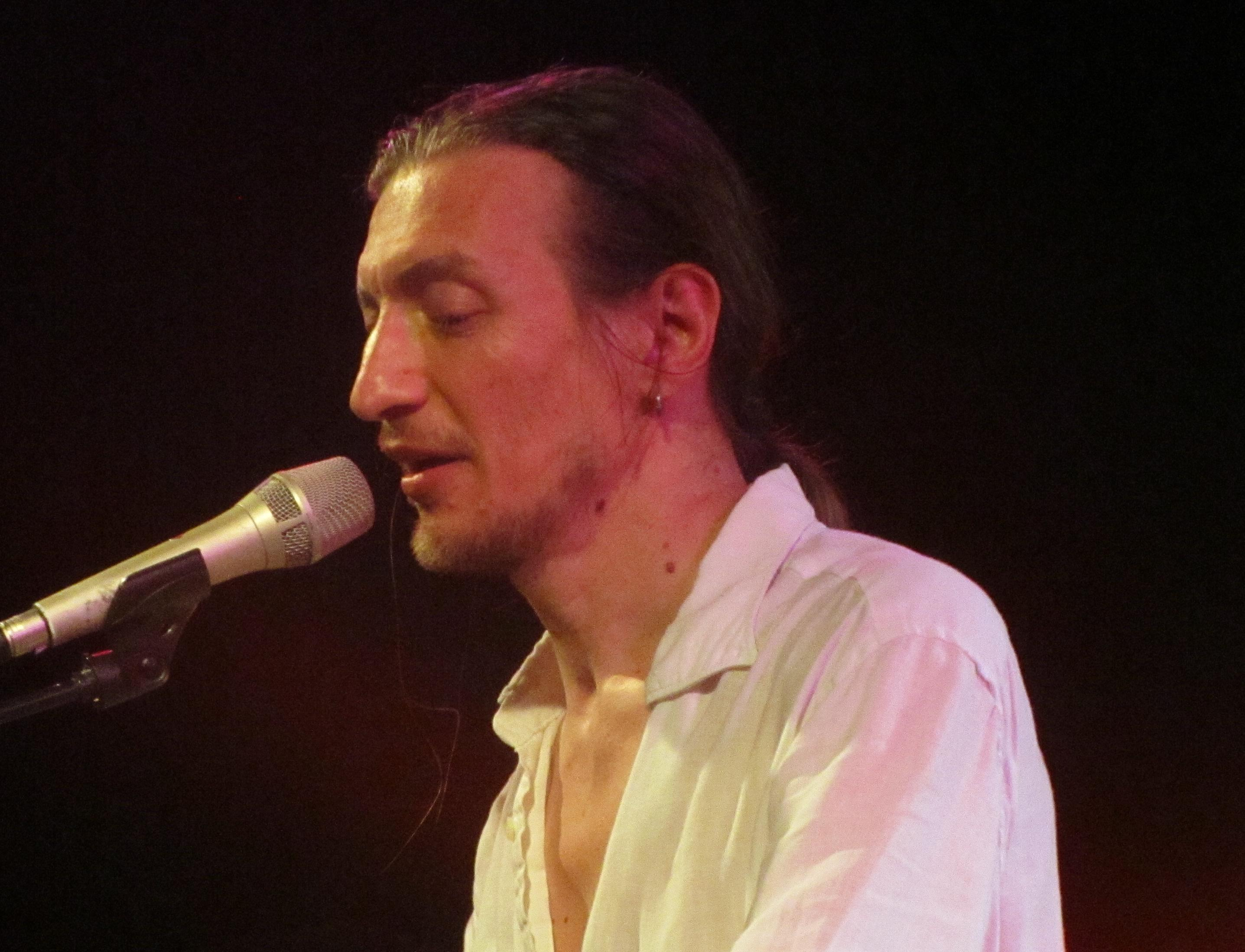
Lorenzo Monguzzi

Nel marzo 2005 pubblicano il CD Che/cosa/te/ne/fai/di/un/titolo, album costituito da 9 brani inediti che rappresenta un’evoluzione: il gruppo abbandona in parte lo scanzonato stile acustico per sviluppare arrangiamenti più complessi e testi meno immediati.
Nel 2006 esce un primo album dal vivo, Live in Dada, registrato il 21 e 22 ottobre 2005 presso il Dada Pub di Villasanta.
Dal 10 al 13 ottobre 2006 presentano, sempre con Marco Paolini, lo spettacolo Karma Kola. Il titolo, provvisorio, è derivato da un libro del 1979.
Lo spettacolo, riadattato, sarà presentato il 12 novembre 2006 al Teatro Goldoni di Bagnacavallo, con il titolo definitivo di Miserabili - Io e Margaret Thatcher, anche qui è adottata la struttura del racconto in forma di ballata. Monologhi, canzoni e brevi narrazioni compongono dei quadri per raccontare la metamorfosi della società italiana a partire dagli anni ottanta. L'argomento principale è l'economia, l'intreccio di "macro" e "micro", le ricette e le delusioni di questo passato prossimo che sconfina nel presente. Miserabili è dunque un work in progress per vocazione, perché è anche un modo di ragionare ad alta voce e senza pregiudizi sull'influenza, sempre crescente, delle regole (e dell'assenza di regole) di mercato, sul nostro modo di immaginare il futuro senza progettarlo, di vivere il presente, di rimuovere la memoria. Il Primo Ministro britannico Margaret Thatcher è la protagonista di un dialogo immaginario con Nicola, il protagonista degli Album di Marco Paolini, assurgendo a simbolo vivente della metamorfosi della nostra società non più ristretta da confini nazionali. Il gruppo ha composto tutte le musiche dello spettacolo, mentre Andrea Bajani, già autore di alcuni libri sul mondo del lavoro, ha collaborato alle ricerche e alla stesura dei testi. Il diario di questo percorso è diventato nel 2008 un album scritto, le canzoni un CD audio.
L'11 dicembre 2006 con Marco Paolini hanno partecipato, a Roma, alla Campagna nazionale Acqua Pubblica, ci metto la firma proponendo una data gratuita di Song n. 32 a sostegno appunto del progetto di legge popolare contro la privatizzazione delle acque.
Lo spettacolo I Miserabili è stato ripresentato nel 2009 con diverso allestimento, una data della tournée, quella del 9 novembre 2009, è andata in onda dal porto di Taranto in diretta tv su LA7.

### Dopo lo scioglimento del gruppo e ritorno in attività
Nel 2013 esce il primo disco solista di Lorenzo Monguzzi intitolato Portaverta, a molti pezzi dell'album partecipa Marco Paolini.
Nel 2020 esce il secondo album di Lorenzo Monguzzi dal titolo Zyngher, in dialetto monzese con canzoni dell'autore e altre canzoni in inglese riscritte in dialetto monzese tra cui Gypsy di Suzanne Vega da cui prende il nome il disco.
Nel 2021, a distanza di 13 anni dal loro ultimo album, pubblicano la riedizione in vinile 7'' di Lombardia in due versioni differenti, una delle quali con vari musicisti sotto il nome di I figli storti con Edda (cantante), Giorgio Canali, Omar Pedrini, Alessandro Finazzo/Bandabardò, membri di Punkreas, Ministri (gruppo musicale), Fast Animals and Slow Kids, Pinguini Tattici Nucleari, e molti altri. Il ricavato da tale edizione viene interamente devoluto a Emergency per la lotta contro il COVID-19.
Segue un tour estivo in cui, per la prima volta, la rinnovata formazione del gruppo si esibisce in quintetto con basso, banjo, tastiere, fisarmonica e batteria.
Il 14 maggio 2025, compleanno del frontman Lorenzo Monguzzi, esce il nuovo album "Non ci troverete mai" con brani inediti tra cui "Coltivare l'ortica", "Il topo", "Quel giorno" con la voce narrante di Antonio Amadeus Pinnetti e "Quadretto" con le voci narranti di Lella Costa e Francesca Botti.

## Formazione

### Formazione attuale
- Lorenzo Monguzzi - voce e chitarra acustica (1995-2010, 2021-presente)
- Nadir Giori - basso elettrico e contrabbasso (2021-presente)
- Lorenzo Bonfanti - batteria e Cori (2021-presente)
- Andrea Verga - banjo, mandolino, chitarra elettrica e Cori (2021-presente)
- Elio Biffi - tastiera, fisarmonica e Cori (2021-presente)

### Ex componenti
- Piero Mucilli - fisarmonica e tastiera (1995-2010, 2021)
- Simone Spreafico - chitarra, basso e cori (1995-2010)

## Discografia

### Mercanti di Liquore
- 1997 - In vivo veritas
- 1999 - Mai paura
- 2002 - La musica dei poveri
- 2005 - Che/cosa/te/ne/fai/di/un/titolo
- 2006 - Live in Dada
- 2025 - Non ci troverete mai

#### Singoli
- 1999 - Mai paura
- 2001 - Geordie
- 2002 - La musica dei poveri
- 2005 - Non siamo mai stati sulla Luna
- 2021 - Lombardia
- 2025 - Coltivare l'ortica

### Marco Paolini e Mercanti di Liquore
- 2004 -  Sputi
- 2008 -  Miserabili

### Zoo
- 1998 - Musica mezzanima

### Lorenzo Monguzzi
- 2013 - Portaverta
- 2020 - Zyngher